# パーカー (サウスカロライナ州)
パーカー（英: Parker) は、アメリカ合衆国サウスカロライナ州北西部のグリーンビル郡に位置する国勢調査指定地域 (CDP) である。2010年の国勢調査での人口は11,431 人だった。グリーンビル・モールディン・イーズリー大都市圏に属している。

## 地理
パーカーは北緯34度51分13秒 西経82度26分23秒 / 北緯34.85361度 西経82.43972度 (34.853637, -82.439776)に位置している。
アメリカ合衆国国勢調査局に拠れば、CDPの全面積は6.9平方マイル (17.9 km2)であり、全て陸地である。

## 人口動態
以下は2000年の国勢調査による人口統計データである。
| 基礎データ - 人口: 10,760 人 - 世帯数: 4,255 世帯 - 家族数: 2,821 家族 - 人口密度: 602.1人/km2（1,559.7 人/mi2） - 住居数: 4,824 軒 - 住居密度: 269.9軒/km2（699.3 軒/mi2） 人種別人口構成 - 白人: 78.93% - アフリカン・アメリカン: 16.62% - ネイティブ・アメリカン: 0.28% - アジア人: 0.30% - 太平洋諸島系: 0.06% - その他の人種: 2.40% - 混血: 1.42% - ヒスパニック・ラテン系: 6.36% | 年齢別人口構成 - 18歳未満: 24.8% - 18-24歳: 9.5% - 25-44歳: 29.4% - 45-64歳: 20.9% - 65歳以上: 15.4% - 年齢の中央値: 36歳 - 性比（女性100人あたり男性の人口） - 総人口: 91.3 - 18歳以上: 87.7 世帯と家族（対世帯数） - 18歳未満の子供がいる: 28.9% - 結婚・同居している夫婦: 42.3% - 未婚・離婚・死別女性が世帯主: 16.9% - 非家族世帯: 33.7% - 単身世帯: 28.4% - 65歳以上の老人1人暮らし: 12.8% - 平均構成人数 - 世帯: 2.48人 - 家族: 3.01人 | 収入と家計 - 収入の中央値 - 世帯: 25,991米ドル - 家族: 31,025米ドル - 性別 - 男性: 26,691米ドル - 女性: 20,143米ドル - 人口1人あたり収入: 13,383米ドル - 貧困線以下 - 対人口: 20.4% - 対家族数: 15.6% - 18歳未満: 27.4% - 65歳以上: 15.2% |